# Trecia Roberts
Trecia Roberts (em tailandês: ทรีเซีย โรเบิร์ตส; Bangkok, 4 de fevereiro de 1971) é uma antiga atleta tailandesa, de origem norte-americana, especialista em 100 metros com barreiras. Foi vice-campeã asiática no ano 2000 e é recodista do seu país com a marca de 12.83 s, obtida nos Campeonatos Mundiais de Sevilha, em 1999, poucos meses depois de obter a cidadania tailandesa. No entanto, no anterior, havia conseguido uma marca de 12.73 s, que viria a constituir o seu recorde pessoal.
Competidora em duas edições olímpicas, Roberts conseguiu atingir as semi-finais nos Jogos Olímpicos de Sydney 2000, enquanto que nos Jogos de Atenas 2004 não passou da primeira eliminatória. Esteve nos Campeonatos Mundiais de 1999, 2001, 2003 e 2005 e também nos Campeonatos Mundiais em Pista Coberta de 2001, realizados em Lisboa.

## Melhores marcas pessoais

### Outdoor
| Prova          | Data                | Local                     | Tempo (s) |
| -------------- | ------------------- | ------------------------- | --------- |
| 100 metros     | 1999                |                           | 11.61     |
| 100m barreiras | 13 de julho de 1998 | Flagstaff, Estados Unidos | 12.73     |

### Indoor
| Prova          | Data                    | Local                            | Tempo (segundos) |
| -------------- | ----------------------- | -------------------------------- | ---------------- |
| 60 metros      | 19 de fevereiro de 2000 | Colorado Springs, Estados Unidos | 7.48             |
| 60 m barreiras | 19 de fevereiro de 2000 | Colorado Springs, Estados Unidos | 8.09             |